# 桃源區
桃源區，舊稱「加拉猛」，後稱「雅爾」、「雅你」，前身「桃源鄉」，位於臺灣高雄市東北部，為高雄市的直轄市山地原住民區。全境面積約為928.9800平方公里，人口約有4.2千人，人口密度每平方公里僅約4.5人，是高雄市面積最大、人口密度最低的行政區，臺灣面積第二大市轄區，也是臺灣面積第六大、人口密度最低的鄉鎮市區。區內居民以臺灣原住民族布農族為主，少數為拉阿魯哇族。布農族射耳祭與拉阿魯哇族貝神祭為當地的特色族群祭儀。

## 歷史

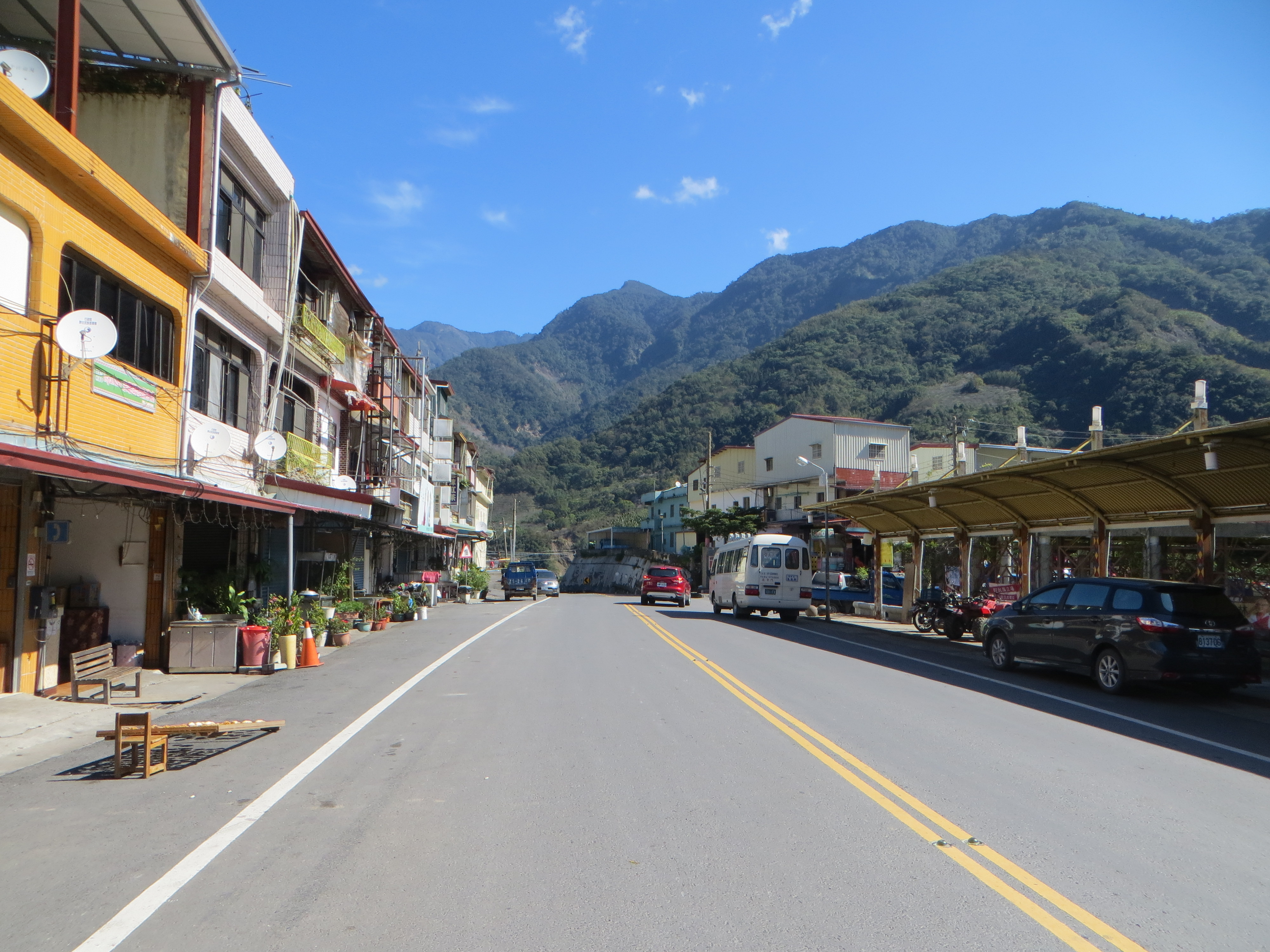
桃源區公所所在聚落──桃源里街區一景

桃源區舊時被原住民稱之為「加拉猛」（嘎拉鳳）。日治時期以此地最大的原住民部落「雅你社」（ガニ社 Ngani）為名，稱之為「雅你」（日語漢字為雁爾），劃歸高雄州旗山郡六龜分室管轄。戰後改設高雄縣雅爾鄉，之後又改為高雄縣雅你鄉，後於1956年10月改名為桃源鄉。
2009年5月11日，梅蘭村於2010年更名為拉芙蘭（Lavulang）村。
2010年12月25日，高雄市、高雄縣合併改制為新直轄市，改為高雄市桃源區。失去原本作為鄉所具有的地方自治權和地方自治團體地位。2014年12月25日，配合《地方制度法》修正，賦予直轄市山地原住民區地方自治權，桃源區再次改制為具有公法人地位的地方自治團體，成為高雄市轄域內三個區民可選舉區長與區民代表的市轄區之一；同時由於桃園縣改制為直轄市-桃園市，原縣轄市的桃園市改制成為桃園區，英文名稱與桃源區相同，為避免混淆而將桃源區之英文名稱 "Taoyuan" 改為發音相同之 "Tauyuan" 以做為區隔。

## 地理
桃源區位於高雄市東北部，北臨臺灣省南投縣信義鄉，東鄰臺灣省臺東縣海端鄉、花蓮縣卓溪鄉，西鄰那瑪夏區、甲仙區、六龜區、臺灣省嘉義縣阿里山鄉，南接茂林區。該區另有一飛地—建山里，位於該區西偏南側，被六龜區、甲仙區環繞。地處玉山山脈南麓，全境均為山坡地，平地極少，荖濃溪流貫，為高屏地區用水的主要來源之一，氣候上則屬熱帶季風氣候，玉山國家公園及茂林國家風景區分別涵蓋桃源區部分範圍。

### 水系
荖濃溪發源於玉山南麓及玉山與東峰北側，南北貫穿桃源區乃最主要的河川，在桃源區內主要支流有拉庫音溪、拉巴薩巴溪、薩夫薩夫魯夫溪、帕帕西溪、霍俄索溪、唯金溪、塔古夫庫拉溪、拉克斯溪、清水溪、布唐布那斯溪、美秀溪、東莊溪、桃源溪、塔羅留溪、埔頭溪、綠茂溪。

### 高中枕狀熔岩
臺灣許多露出之熔岩流（lava flow）具枕狀構造（pillow structure），而荖濃溪流域桃源區高中至寶來間，近高中檢查哨附近之出露枕狀熔岩為臺灣本島規模最大，並具良好枕狀外型，每個枕狀塊直徑約 0.3 至 1 公尺，分布面積達 31,521 平方公尺  。

### 人口
根據高雄市政府民政局及內政部戶政司統計，2024年底桃源區戶數約1.4千戶，人口約4.2千人，人口密度每平方公里約4.5人，是臺灣人口密度最低的鄉鎮市區。區內原住民人口約有3.9千多人，其中布農族與拉阿魯哇族分別約有3千4百人與200人，同時是臺灣六都中布農族與拉阿魯哇族人口最多的區，拉阿魯哇族人口則為臺灣鄉鎮市區之首。區內人口最多與最少的里分別是桃源里與勤和里，2024年底兩里人口分別為946人與275人。

## 政治

### 歷任首長

#### 鄉長
| 屆次 | 姓名   | 備註                                                                                                 |
| ---- | ------ | --- |
| 1    | 柯順秋 | |
| 2    | 謝清忠 | |
| 3    | 莊文德 | |
| 4    | 張文義 | |
| 5    | 謝順榮 | |
| 6    | 張文義 | |
| 7    | 陳正樹 | |
| 8    | 賴金生 | |
| 9    | 賴金生 | |
| 10   | 陳正德 | 1986年擔任桃源鄉長至1994年3月，接著當選一屆國大代表後再返回教職， 2006年謝垂耀當選鄉長後擔任公所秘書 |
| 11   | 陳正德 | 1986年擔任桃源鄉長至1994年3月，接著當選一屆國大代表後再返回教職， 2006年謝垂耀當選鄉長後擔任公所秘書 |
| 12   | 吳清雄 | 後改回原住民本名為白樣·伊斯理鍛。2018年當選那瑪夏區長                                                |
| 13   | 吳清雄 | 後改回原住民本名為白樣·伊斯理鍛。2018年當選那瑪夏區長                                                |
| 14   | 陳崇賢 | |
| 15   | 謝垂耀 | |

#### 區長
2010年12月25日起改制為桃源區，区长由市長任命。2014年起，區長同其他直轄市山地原住民區恢復直選。
| 屆次 | 姓名          | 任期                           | 備註                                                                              |
| ---- | ------------- | ------------------------------ | --------------------------------------------------------------------------------- |
| 官派 | 謝垂耀        | 2010年12月25日－2011年6月1日   | 退休                                                                              |
| 官派 | 顏國昌        | 2011年7月29日－2013年          | 原台北市政府原住民族事務委員會綜合企劃組組長，曾任桃源鄉公所秘書                  |
| 官派 | 谷縱·喀勒芳安 | 2013年－2014年                 | 原任高雄市政府原住民事務委員會主任委員，於2020年5月轉任原住民族委員會副主任委員。 |
| 官派 | 陳海雲        | 2014年1月－2014年12月24日      |                                                                                   |
| 1    | 謝英雄        | 2014年12月25日－2018年12月24日 | 首任直選                                                                          |
| 2    | 謝英雄        | 2018年12月25日－2022年12月24日 | 首任直選                                                                          |
| 3    | 杜司偉        | 2022年12月25日至今             | 現任，第二任直選                                                                  |

### 區政組織
桃源區公所是桃源區最高層級的地方行政機關，在中華民國政府架構中為直轄市山地原住民區自治的行政機關，同時負責執行市政府及中央機關委辦事項，桃源區的自治監督機關為高雄市政府。区长由全體區民直接選舉產生，任期為四年，可連選連任一次。桃源區公所並置區務會議，為區政最高決策機構，在區長之下，設有3課3室等6個內部單位及5個附屬機關。
桃源區民代表會是桃源區的最高民意機關，代表桃源區全體區民立法和監察區政。區民代表由公民直選選出，任期為四年，可連選連任。桃源區民代表會共有7位區民代表，分別為第一選區5席區民代表、第二選區2席區民代表，主席、副主席由7位區民代表互選產生。

### 行政區劃
以下列出的「里」屬於行政區劃，因此里內可能有數個部落。
- 建山里：
  - 建山部落（Tamahu，玉穗）
- 寶山里：
  - 寶山部落（Chushinron，中心崙）
  - 二集團部落（Dai-ni）
- 高中：
  - 高中部落（Ruhlucʉ / Haising，排剪）
  - 美蘭部落（Su’aci / Vilanganʉ，美壟）
  - 草水部落（Sʉhlʉnganʉ / Sulungan）
- 桃源里：區行政中心。
  - 桃源部落（Kalʉvʉnga / Ngan，雁爾）
  - 四社部落（Tanguhla / Dinkam / Talunas，達魯那斯）
- 勤和里：
  - 勤和部落（Mizuhu，瑞穗）
- 復興里：
  - 復興部落（Ua-asik / Viviu，比比猶）
- 拉芙蘭里：
  - 拉芙蘭部落（Lavulan，梅蘭）
  - 樟山部落（Dakus）
- 梅山里：
  - 梅山部落（Masuhuaz，馬舒霍爾）

| 桃源區行政區劃                                                     |
| 梅山里 拉 芙 蘭 里 復 興 里 勤和里 桃 源 里 高中里 寶 山 里 建山里 |

## 教育

### 國民中學
- 高雄市立桃源國民中學

### 國民小學
- 高雄市桃源區桃源國民小學
- 高雄市桃源區建山國民小學
- 高雄市桃源區樟山實驗國民小學
- 高雄市桃源區興中國民小學
- 高雄市桃源區寶山國民小學

## 交通

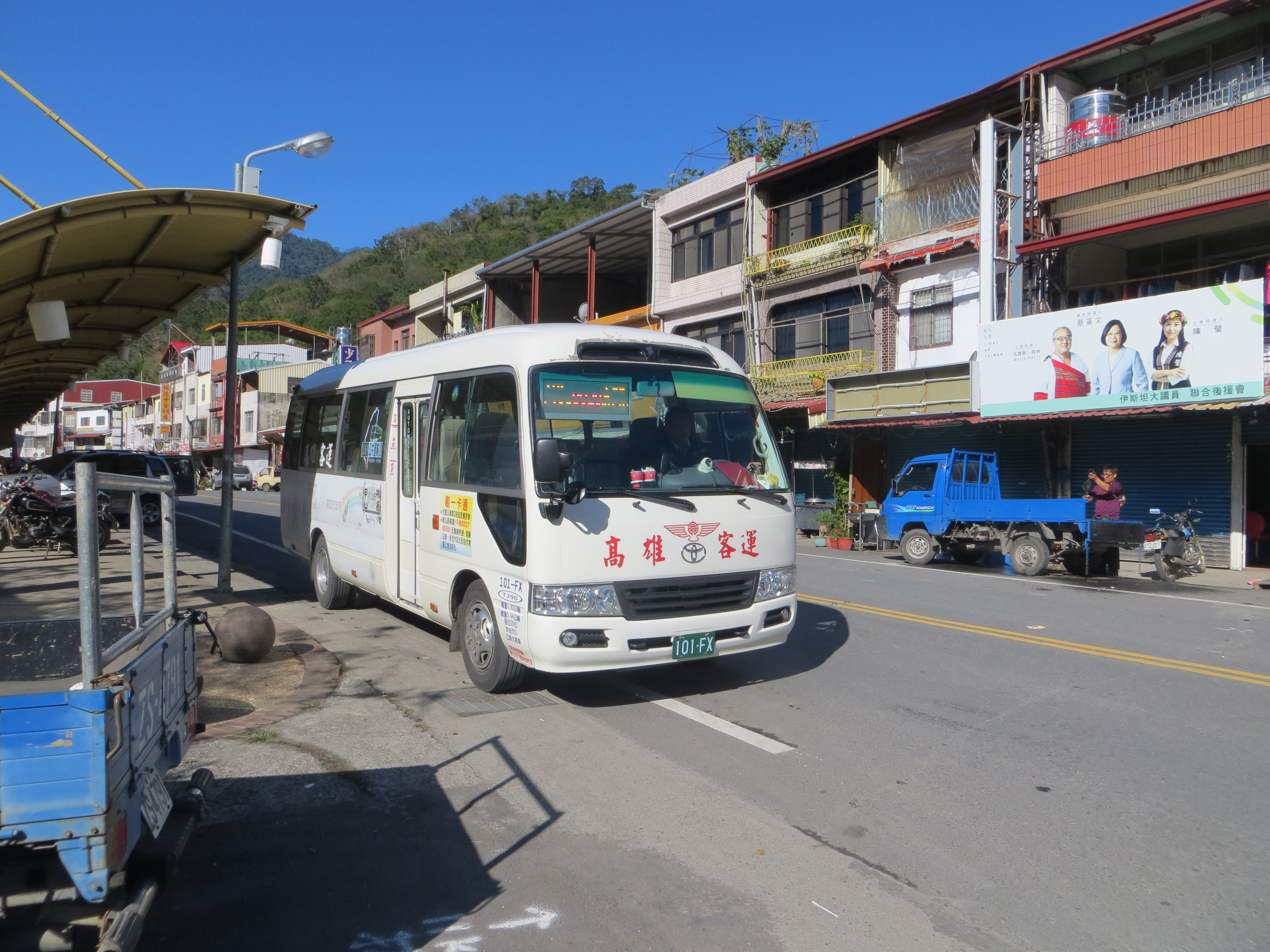
至2016年1月9日止，高雄客運8029路線，是唯一服務桃源街區至甲仙的高雄公路客運線

### 公車
- 高雄市公車
  - 【8029】甲仙—桃源(梅山口)
  - 【就醫公車（六桃）】六龜—桃源
  - 【就醫公車H11】桃源區公所.衛生所—旗山南站-義大醫院—高雄長庚醫院
  - 【就醫公車H11A】寶來7-11—旗山南站-義大醫院—高雄長庚醫院
  - 【就醫公車H12】桃源區—旗山南站—高雄榮民總醫院—高雄醫學大學

### 公路
- 台20線：南部橫貫公路，桃源區主要街區，目前往台東方向路段已於2022年5月1日通車，其中梅山口至向陽路段屬有條件開放通車。
- 南進巷：桃源區主要行政區域。
- 高133號區道

## 宗教禮拜場所

### 道教和臺灣民間信仰
- 桃源鎮安宮

### 基督宗教
| 宗派                             | 教會（禮拜堂 / 聖堂）                                                                    |
| -------------------------------- | ---------------------------------------------------------------------------------------- |
| 天主教                           | 聖方濟堂、梅山天主堂                                                                     |
| 歸正宗長老會（臺灣基督長老教會） | 桃源教會、高中教會、勤和教會、草水教會、建山教會、梅蘭教會、二集團教會、南布中會復興教會 |
| 其他                             | 基督復臨安息日會高中教會、基督復臨安息日會建山教會、基督復臨安息日會復興教會             |

## 旅遊
- 子女瀑布
- 玉山國家公園
- 南橫天池
- 庫哈諾辛山
- 高中溫泉
- 梅山遊客中心
- 復興溫泉
- 溪南鬼湖
- 藤枝國家森林遊樂區
- 少年溪風景區
- 石洞溫泉
- 茂林國家風景區
- 高中連鎖瀑布
- 梅山溫泉
- 黃金瀑布
- 關山嶺山
- 寶來溫泉
- 妙明寺

## 特產
- 玉米
- 梅子
- 李子
- 芋頭
- 薑
- 愛玉子
- 桂竹
- 台灣山茶
- 咖啡

## 外部連結
- 桃源區公所 （页面存档备份，存于）
- 茂林國家風景區管理處 （页面存档备份，存于）